# カウストゥバ
カウストゥバ (Kaustubha) は、ヒンドゥー教の主神ヴィシュヌが身につけているとされる宝石。スヤマンタカがヴィシュヌの手首を飾るのに対し、カウストゥバは胸を飾る。
乳海攪拌のとき、アムリタが生まれる過程で誕生したとされ、ヴィシュヌの胸にかけられたという。